# Camillo Francesco Maria Pamphili
Não deve ser confundido com o primo Camillo Astalli, adotado mais tarde pelo Papa Inocêncio X como Camillo Astalli-Pamphili.
Camillo Francesco Maria Pamphili (21 de fevereiro de 1622 - 26 de julho de 1666) foi um cardeal católico italiano e mais tarde fidalgo da família Pamphili. Seu nome é frequentemente escrito com a ortografia Pamphilj.

## Biografia
Pamphili nasceu em Nápoles em 21 de fevereiro de 1622. Seu tio, o cardeal Giovanni Battista Pamphili, foi núncio papal para o Reino de Nápoles e seu pai, Pamphilio Pamphili, tinha se mudado para lá com sua esposa Olimpia Maidalchini. Quando jovem, Pamphili estudou assuntos humanistas, como poesia, filosofia, matemática e arquitetura e quando seu tio foi transferido e tornou-se núncio para Madri, Pamphili foi com ele.
Quando o pai de Pamphili morreu, sua mãe se aproximou "suspeitosamente" de seu cunhado, Giovanni Battista, e fez tudo o que pôde para promover sua carreira e construir suas fortunas. Depois de uma série de hábeis medidas no conclave de 1644 (alguns dizem que projetadas por Olimpia Maidalchini), Giovanni Battista Pamphili foi eleito para o trono papal como Papa Inocêncio X. A melhora na fortuna da família foi uma grande notícia para Camillo Pamphili que, tendo também que voltar para Roma, tinha decidido pela carreira eclesiástica.
A notícia foi um golpe para a mãe de Pamphili que já havia arranjado um casamento para ele com Lucrezia Barberini, filha de Taddeo Barberini e Anna Colonna. Esta iniciativa foi concebida para melhorar ainda mais suas fortunas por consertar a ruptura entre os Pamphili e os Barberini que se desenvolveu após a eleição do Papa Inocêncio (que havia investigado os Barberini por desperdício das fortunas papais durante a Primeira Guerra de Castro). Para manter o controle sobre a Santa Sé, precisava do apoio dos poderosos tios de Lucrezia, Francesco Barberini e Antonio Barberini.
Assim que seu tio foi eleito papa em setembro de 1644, Pamphili foi designado General do Exército Papal. Este cargo era geralmente atribuído ao sobrinho leigo do Papa, mas pouco depois Camillo Pamphili expressou seu desejo de tornar-se cardeal-sobrinho. 

### Carreira eclesiástica
Em 14 de novembro daquele ano, apesar dos protestos de sua mãe, Pamphili foi elevado a cardeal como um cardeal-sobrinho e foi feito cardeal-diácono de Santa Maria in Domnica. Embora fosse descrito como um jovem feliz e agradável aos amigos e funcionários, registros contemporâneos de seu cardinalato sugerem que ele perdeu o interesse em sua recém-descoberta religiosidade rapidamente; levando uma vida indolente.

### Renúncia, casamento e vida posterior
O entusiasmo de Pamphili foi atenuado por seu interesse em várias mulheres jovens de Roma. Desenvolveu, ainda, um interesse especial por uma jovem nobre que estava presente no Palazzo Pamphili no dia seguinte a coroação de seu tio. Olimpia Aldobrandini era inteligente, bonita, moderna e sobrinha-neta (por casamento, e mais tarde a única herdeira) do Papa Clemente VIII. Aldobrandini, porém, era casada com o poderoso nobre Paolo Borghese e Pamphili, novamente de acordo com os seus contemporâneos, não seria o tipo para iniciar um affair ilícito. Mas quando Borghese morreu em 1646, Pamphili tornou suas intenções claras. As duas famílias já estavam próximas, o tio de Aldobrandini, Niccolò Ludovisi (irmão da mãe), havia se casado com a irmã de Camillo, Costanza.
Todavia, Olimpia Maidalchini finalmente havia se acostumado com a ideia de Pamphili como cardeal e ficou impressionada quando ele anunciou sua decisão de renunciar a seu cardinalato para se casar com Aldobrandini. Renunciou ao mandato em 21 de janeiro de 1647 e algumas semanas mais tarde (10 de fevereiro de 1647) os dois se casaram. Seu primo, Francesco Maidalchini, foi nomeado cardeal-sobrinho.
O dote de Aldobrandini incluía uma coleção de pinturas (incluindo obras-primas retiradas do Duque de Ferrara "Camerino d’Alabastro"), villas em Montemagnanapoli e Frascati, as grandes propriedades dos Albodrandini em Romagna no Corso em Roma e o Palazzo Aldobrandini. Estas propriedades e bens, assim, passaram para a família Pamphili e se tornaram o núcleo para a Galleria Doria Pamphilj. 
A aquisição das propriedades, espalhadas por todo o campo em torno de Roma, foi particularmente fortuita, os recém-casados em breve estariam na necessidade de um lugar para viver fora da cidade. Assim, tão furiosa estava Donna Olimpia que os baniu de Roma e do Palazzo Pamphili e não retornaram até sua morte, dez anos depois, em 1657.
Mas Pamphili e Aldobrandini não estavam interessados e definiram sobre como expandir sua família. Eles tiveram cinco filhos, incluindo Giovan Battista Pamphili, Benedetto Pamphili e Anna Pamphili que se casou o nobre genovês Giovanni Andrea III Doria Landi em 1671. Quando o ramo romano da família Pamphlili terminou em 1760, foi Anna e Giovanni que herdaram o palazzo em Roma. Benedetto Pamphili foi autorizado a vir a Roma e tornou-se cardeal, também nomeado por Inocêncio X.
Quando finalmente voltaram a Roma, os Pamphili encomendaram a Gian Lorenzo Bernini a construção da Igreja barroca de Sant'Andrea al Quirinale (em 1658). A igreja não foi concluída até 1670, após a morte de Pamphili.
Pamphili morreu em seu Palazzo Pamphili, na Via Lata, em Roma, em 26 de julho de 1666.

## Filhos com Olimpia
1. Giambattista Pamphili, Príncipe de Carpinetti e de Belvedere (1648-1709) casado com Violante Facchinetti e com uma filha Olimpia (1672-1731) que se casou com Filippo Colonna, Príncipe de Paliano, filho de Maria Mancini
2. Flaminia Pamphili (1651-1709): (1) casada com Bernardino Savelli, Duque de Castelgandolfo, não deixaram descendência; (2) casada com Niccolo Francesco Pallavicini, príncipe de Civitella, não deixaram descendência.
3. Teresa Pamphili (1650-1704) casada com Carlos II Cybo-Malaspina, Duque de Massa e Carrara, deixaram descendência.
4. Anna Pamphili (1652-1728) casada com Giannandrea Doria, Príncipe de Melfi; fundaram a linhagem Doria-Pamphili-Landi.
5. Benedetto Pamphili (1653-1730) Cardeal